# Mate Bilić
Mate Bilić (Split, 23 oktober 1980) is een Kroatisch gewezen voetballer, die als laatst onder contract stond bij RNK Split. Bilić speelt als aanvaller, hij kende al tal van clubs, vooral in Spanje. Van 2006 tot januari 2008 speelde hij bij Rapid Wien in Oostenrijk. Bilić doorliep de nationale jeugdreeksen van Kroatië, en speelde zijn eerste oefenwedstrijd tegen Liechtenstein met het nationaal elftal. Hierin maakte hij ook gelijk twee goals. De ouders van Bilić komen uit Tomislavgrad, waardoor Bilić ook voor het voetbalelftal van Bosnië en Herzegovina uit kon komen. In december 2014 werd Bilić uit het eerste elftal gezet van RNK Split. In de zomer van 2015 hing Bilić zijn voetbalschoenen aan de wilgen.

## Statistieken

### Internationale wedstrijden
| №                                      | Datum      | Wedstrijd               | Uitslag | Competitie           | Goals |
| -------------------------------------- | ---------- | ----------------------- | ------- | -------------------- | ----- |
| 1.                                     | 14-10-2009 | Kroatië – Kazachstan    | 2 – 1   | WK-kwalificatie 2010 | 0     |
| 2.                                     | 14-11-2009 | Kroatië – Liechtenstein | 5 – 0   | Vriendschappelijk    | 2     |
| 3.                                     | 03-03-2010 | België – Kroatië        | 0 – 1   | Vriendschappelijk    | 0     |
| 4.                                     | 19-05-2010 | Oostenrijk – Kroatië    | 0 – 1   | Vriendschappelijk    | 1     |
| 5.                                     | 23-05-2010 | Kroatië – Wales         | 2 – 0   | Vriendschappelijk    | 0     |
| 6.                                     | 09-10-2010 | Kroatië – Israël        | 2 – 1   | WK-kwalificatie 2010 | 0     |
| 7.                                     | 12-10-2010 | Noorwegen – Kroatië     | 1 – 2   | Vriendschappelijk    | 0     |
| Totaal                                 | Totaal     | Totaal                  | Totaal  | Totaal               | 3     |
| Laatst bijgewerkt op 4 september 2015. |            |                         |         |                      |       |